# Centrale nucleare di Shin Kori
La centrale nucleare di Shin Kori è una centrale nucleare sudcoreana situata presso la città di Kori nella provincia di Pusan,  il complesso energetico è composto da due sezioni, la sezione originaria è quella di Kori che è composta da 6 reattori. L'impianto di Shin Kori è previsto essere composto da 8 reattori, 2 OPR1000 e 6 APR1400.